# Щубах Аса
Щу́бах А́са (индон.  Syu’bah Asa ) (21 декабря 1943, Пекалонган, Голландская Ост-Индия – 24 июля 2011, Пекалонган, Центральная Ява) – индонезийский журналист, писатель, актёр театра и кино. Полное имя Щубах Аса бин Сануси (Syu’bah Asa bin Sanusi).

## Краткая биография
Родился в семье мусульманского священника. Окончил мусульманскую школу (песантрен), а в 1964 г. - Государственный исламский институт «Сунан Калиджага» (с 2004 г. университет) в Джокьякарте. Работал учителем арабской литературы в педагогическом училище, торговал батиком. С 1971 по 1987 гг. был редактором отдела культуры и религии журнала «Темпо», в 1987- 1988 гг. - главным редактором журнала «Эдитор», в 1989-1999 гг.  – главным редактором журнала «Панджи Мащаракат», где вел также рубрику «В свете Корана» (Dalam Cahaya Al Quran).
В 1959-1969 гг. играл в джокьякарских театрах «Театер Муслим» (рук. Мухаммад Дипонегоро) и «Бенгкел Театр» (рук. Рендра). В 1977-1979 гг. был членом Совета искусств Джакарты . В 1982-1983 гг. снялся в роли генсекретаря Компартии Индонезии Айдита в фильме Арифина Нура «Предательство Движения 30 сентября /КПИ», выпущенного в прокат в 1984 г. и ставшего самым кассовым фильмом года. Для создания реалистичного образа лидера индонезийских коммунистов он консультировался с журналистом  Амарзаном Исмаилом Хамидом, который хорошо знал Айдита.
Автор нескольких книг, в том числе повести «Рассказ ясным утром» (1960). Новеллы печатались в литературном журнале «Хорисон» и др. Стихи опубликованы в коллективном сборнике «Веха-3» (1987, сост. Линус Сурьяди). Известен также как переводчик с арабского языка (касиды Ал-Барзанджи и др.). Касыда Ал-Берзанджи (Qasidah Barzanji) в переводе Щубаха была поставлена Рендрой в своем театре и показана в Парке Исмаила Мурзуки в Джакарте в 1970 г.

## Публикации
- Tjerita di Pagi Tjerah. Djakarta: Balai Pustaka, 1960.
- (автор предисл.) Polemik Reaktualisasi Ajaran Islam. Jakarta: PT Pustaka Panjimas, 1980.
- Islam dan Kebudayaan Indonesia. Pengantar: Dr Taufik Abdullah. Jakarta: Yayasan Festival Istiqlal, C1, 1993 (совместно с Ali Audah, Abdul Hadi WM, Nurcholis Madjid, A. Mansur Suryanegara, Fuad Hassan и др.).
- Dalam Cahaya Al Quran: Tafsir Ayat-ayat Sosial Politik. Jakarta: Gramedia, 2000, 482 p.

## Cемья
- Отец Ахмад Сануси (Ahmad Sanusi).
- Супруга Эти Сунарсих (Eti Sunarsih).
- Дочери Фитри Дианасари (Fitri Dianasari), Афифа Исанти (Atifa Isanti), Найла Фирдауси (Naila Firdausi), Лазуарди Фирдауси (Lazuardi Firdausi).